# سکوندو مانی
سکوندو مانی (ایتالیایی: Secondo Magni; ۲۴ مارس ۱۹۱۲ – ۱۷ اوت ۱۹۹۷) دوچرخه‌سوار اهل ایتالیا بود.